# Lipiny (gmina w guberni lubelskiej)
Lipiny (od 1874 Potok) – dawna gmina wiejska istniejąca w XIX wieku w guberni lubelskiej. Siedzibą władz gminy były Lipiny.
Za Królestwa Polskiego gmina Lipiny należała do powiatu bi(e)łgorajskiego w guberni lubelskiej.
Gmina została zniesiona w 1874 roku przez przemianowanie na  gmina Potok.